# نوروپاتی شنوایی
نوروپاتی شنوایی/عدم همزمانی عصبی (به انگلیسی: AN/DS) یکی از اختلالات عصب شنوایی است که تا چند سال پیش یکی از اختلالات ناشناخته بود و کسانی که دچار چنین اختلالی بودند از خود رفتارهای شنیداری نشان می‌دادند که در آن زمان برای متخصصین عجیب به نظر می‌رسید که در ادامه راجع به این مورد توضیحات بیشتری ارائه خواهد شد.

## پاتوفیزیولوژی
هنوز توضیح دقیقی برای این اختلال بیان نشده است، اما گفته می‌شود که این اختلال در برخی از سندروم‌های محیطی و نیز در نوزادان با سطح بالای بیلی روبین یافت شده است.
سیستم شنوایی در بخش عصبی و سنترال (که شامل مسیرهای عصبی ساقه مغز تا کورتکس شنوایی است) برای اینکه بتواند اطلاعات با دقت بالا منتقل کند نیاز به همزمانی بین دسته‌های عصبی است. گفته می‌شود در این اختلال این همزمانی به خوبی وجود ندارد.

## ویژگی‌های رفتاری
کسانی‌که دچار چنین اختلالی هستند در کشف اصوات ساده ممکن است مشکل خاصی نداشته باشند. به همین دلیل در آزمایش شنوایی سنجی تون خالص ممکن است کم شنوایی از ملایم تا عمیق داشته باشند اما نتیجه تست گفتاری بسیار ضعیفی را نشان می‌دهند که با آستانه‌های شنوایی تون خالص آنها همخوانی ندارد که این وضعیت در حضور نویز زمینه بارزتر می‌شود. به همین دلیل در گذشته این عدم انطباق تست‌ها عجیب به نظر می‌رسید و تصور می‌شد چنین افرادی متمارض به کم شنوایی هستند اما ظهور تست پاسخ‌های برانگیخته ساقه مغز وجود اختلال در عصب شنوایی تایید شد.
البته مواردی نیز گزارش شده‌اند که اختلال را به سلول‌های مویی داخلی، سیناپس بین این سلول‌ها با عصب شنوایی یا اختلال در ساقه مغز نسبت داده‌اند و به همین دلیل پیش بینی نتایج توانبخشی در چنین اختلالی مشکل است.
به علت امکان وجود اختلال به این شیوه متخصصین استفاده از واژه، طیف نوروپاتی را ترجیح می‌دهند.

## چگونگی کشف اختلال و نتایج تست‌های اودیولوژیک
این اختلال به صورت کاهش شنوایی ملایم تا عمیق در تست شنوایی سنجی و وجود گسیل‌های صوتی گوش (که ناشی از سلول‌های مویی خارجی هستند) یا وجود پتانسیل میکروفونی حلزونی (به انگلیسی: Cochlear microphony)، ضعیف بودن نتایج تست شنوایی گفتاری به صورت نامتناسب با آستانه‌های شنوایی و غیرنرمال بودن تست پاسخ‌های برانگیخته شنوایی ساقه مغز کشف می‌شود.

## توانبخشی
اینکه برای چنین افرادی سمعک مناسب است یا کاشت حلزون هنور بین صاحب نظران بحث وجود دارد اما برای چنین افرادی می‌توان ابتدا سمعک تجویز کرد و در صورت عدم رسیدن به نتیجه مطلوب می‌توان کاشت حلزون انجام داد.